# Mundial de Clubes FIFA de 2025 – Partida extra
A partida extra da Copa do Mundo de Clubes da FIFA de 2025 foi a partida que classificou o último time do Grupo D da Mundial de Clubes FIFA de 2025, já que o Club León foi excluído da competição. A partida foi disputada no BMO Stadium, em Los Angeles, Califórnia, em 31 de maio de 2025. Foi disputada entre o clube americano Los Angeles FC e o clube mexicano Club América.

## Antecedentes
Em 21 de março, a FIFA, em decisão, anunciou a exclusão do León, do México, em função de ter o mesmo dono do Pachuca, também do México e que também disputará a competição. Como o León, entre os dois, foi o último a se classificar, conforme os critérios estabelecidos, foi excluído.
O León e o Pachuca entraram com apelações no Tribunal Arbitral do Esporte (TAS) sobre a exclusão do León da competição. Por outro lado, a Alajuelense, da Costa Rica, também entrou com uma apelação no TAS alegando ser o possuidor da vaga após a exclusão do clube mexicano. Em 6 de maio, TAS anunciou a decisão de rejeitar todos os recursos apresentados.
Logo após a decisão do TAS sobre os recursos apresentados, a FIFA divulgou que o Los Angeles FC, dos Estados Unidos — vice-campeão continental em 2023 — e o América, do México — o clube de maior pontuação no ranking da CONCACAF — farão uma partida para disputar a vaga aberta pela exclusão do León. Em 16 de maio, a FIFA confirmou a partida da 31 de maio, às 19:30 (horário local), no BMO Stadium, em Los Angeles.

## A partida
|  | Los Angeles FC |  | América |  |

| G                | 1  | Lloris       |      |           |
| LD               | 14 | Palencia     | 66'  |           |
| Z                | 4  | Segura       |      |           |
| Z                | 33 | Long         |      | 105'      |
| LE               | 24 | Hollingshead |      |           |
| V                | 8  | Delgado      | 62'  | 74'       |
| V                | 11 | Tillman      | 110' | 120'      |
| V                | 6  | Igor Jesus   | 59'  |           |
| M                | 99 | Bouanga      |      |           |
| A                | 17 | Ebobisse     |      | 74'       |
| M                | 27 | Ordaz        |      | 68'       |
| Reservas:        |    |              |      |           |
| G                | 12 | Hasal        |      |           |
| G                | 18 | Ochoa        |      |           |
| Z                | 5  | Marlon       |      | 105'      |
| Z                | 25 | Chanot       |      |           |
| Z                | 29 | Smoliakov    |      |           |
| Z                | 30 | Martínez     |      | 68' 120'  |
| Z                | 91 | Tafari       |      |           |
| M                | 20 | Yeboah       |      | 120'      |
| M                | 21 | Raposo       |      | 120'      |
| M                | 23 | Amaya        | 104' | 90+4'     |
| M                | 43 | Saldaña      |      |           |
| A                | 9  | Giroud       |      | 74'       |
| A                | 22 | Ünder        |      | 74' 90+4' |
| Treinador:       |    |              |      |           |
| Steve Cherundolo |    |              |      |           |

| G             | 1  | Malagón             |      |     |
| LD            | 5  | Kevin Álvarez       |      | 90' |
| Z             | 4  | Cáceres             | 18'  | 85' |
| Z             | 3  | Reyes               | 119' |     |
| LE            | 26 | Cristian Borja      |      | 90' |
| V             | 13 | Cervantes           |      | 46' |
| V             | 28 | Sánchez             |      |     |
| M             | 8  | Fidalgo             |      |     |
| M             | 11 | Dávila              |      | 46' |
| M             | 17 | Zendejas            | 89'  | 89' |
| A             | 27 | Aguirre             |      | 89' |
| Reservas:     |    |                     |      |     |
| G             | 12 | Estrada             |      |     |
| G             | 30 | Cota                |      |     |
| Z             | 14 | Araújo              |      |     |
| Z             | 18 | Calderón            |      | 89' |
| Z             | 29 | Juárez              |      | 85' |
| Z             | 32 | Vázquez             |      | 89' |
| M             | 6  | Jonathan dos Santos |      | 46' |
| M             | 7  | Rodríguez           |      | 46' |
| M             | 10 | Valdés              |      | 90' |
| M             | 24 | Dilrosun            |      | 90' |
| M             | 34 | Espinoza            |      |     |
| A             | 21 | Martín              |      |     |
| A             | 35 | Lozano              |      |     |
| A             | 36 | Ramírez             |      |     |
| A             | 44 | Arriaga             |      |     |
| Treinador:    |    |                     |      |     |
| André Jardine |    |                     |      |     |

| G                | 1  | Lloris       |      |           |
| LD               | 14 | Palencia     | 66'  |           |
| Z                | 4  | Segura       |      |           |
| Z                | 33 | Long         |      | 105'      |
| LE               | 24 | Hollingshead |      |           |
| V                | 8  | Delgado      | 62'  | 74'       |
| V                | 11 | Tillman      | 110' | 120'      |
| V                | 6  | Igor Jesus   | 59'  |           |
| M                | 99 | Bouanga      |      |           |
| A                | 17 | Ebobisse     |      | 74'       |
| M                | 27 | Ordaz        |      | 68'       |
| Reservas:        |    |              |      |           |
| G                | 12 | Hasal        |      |           |
| G                | 18 | Ochoa        |      |           |
| Z                | 5  | Marlon       |      | 105'      |
| Z                | 25 | Chanot       |      |           |
| Z                | 29 | Smoliakov    |      |           |
| Z                | 30 | Martínez     |      | 68' 120'  |
| Z                | 91 | Tafari       |      |           |
| M                | 20 | Yeboah       |      | 120'      |
| M                | 21 | Raposo       |      | 120'      |
| M                | 23 | Amaya        | 104' | 90+4'     |
| M                | 43 | Saldaña      |      |           |
| A                | 9  | Giroud       |      | 74'       |
| A                | 22 | Ünder        |      | 74' 90+4' |
| Treinador:       |    |              |      |           |
| Steve Cherundolo |    |              |      |           |

| G             | 1  | Malagón             |      |     |
| LD            | 5  | Kevin Álvarez       |      | 90' |
| Z             | 4  | Cáceres             | 18'  | 85' |
| Z             | 3  | Reyes               | 119' |     |
| LE            | 26 | Cristian Borja      |      | 90' |
| V             | 13 | Cervantes           |      | 46' |
| V             | 28 | Sánchez             |      |     |
| M             | 8  | Fidalgo             |      |     |
| M             | 11 | Dávila              |      | 46' |
| M             | 17 | Zendejas            | 89'  | 89' |
| A             | 27 | Aguirre             |      | 89' |
| Reservas:     |    |                     |      |     |
| G             | 12 | Estrada             |      |     |
| G             | 30 | Cota                |      |     |
| Z             | 14 | Araújo              |      |     |
| Z             | 18 | Calderón            |      | 89' |
| Z             | 29 | Juárez              |      | 85' |
| Z             | 32 | Vázquez             |      | 89' |
| M             | 6  | Jonathan dos Santos |      | 46' |
| M             | 7  | Rodríguez           |      | 46' |
| M             | 10 | Valdés              |      | 90' |
| M             | 24 | Dilrosun            |      | 90' |
| M             | 34 | Espinoza            |      |     |
| A             | 21 | Martín              |      |     |
| A             | 35 | Lozano              |      |     |
| A             | 36 | Ramírez             |      |     |
| A             | 44 | Arriaga             |      |     |
| Treinador:    |    |                     |      |     |
| André Jardine |    |                     |      |     |

## Pós jogo
Este jogo poderia salvar a temporada do América, já que tinham perdido o Campeonato Mexicano daquela temporada para o Toluca após 4 anos.
Por sua vez, o Los Angeles FC ganhou a partida e foi disputar o campeonato, mais foram eliminados na fase de grupos após perderem para o Chelsea por 2 a 0, para o Espérance de Tunis por 1 a 0 e empatar com o Flamengo, por 1 a 1.